# ヘラン
ヘラン（朝: 해랑）は、2008年から運行を開始した韓国のクルーズトレイン。「ヘラン」とは「太陽とともに」の意。

## 概要
2008年の北京オリンピックにあわせ、半世紀ぶりに北朝鮮側と再連結した京義線を経由し、ソウル - 平壌 - 北京間を直通する国際列車として計画された。しかし、南北関係の悪化に伴い、国際列車の計画は立ち消えとなったため、現在は韓国国内をめぐる団体臨時列車として運用されている。

## 車両
KTXの開業で余剰となったムグンファ号の客車22両（電源車2両と予備車4両を含む）を改造した専用編成（8両×2編成）が在籍している。

## 牽引機
専用牽引機として、特別塗装の7300形ディーゼル機関車が2両（7382・7383号）在籍しているが、検査や運用の都合等で、一般色の機関車が牽引する場合もある。また、この特別塗装の機関車も、通常のムグンファ号や貨物列車などの牽引に使われることがある。

## 画像

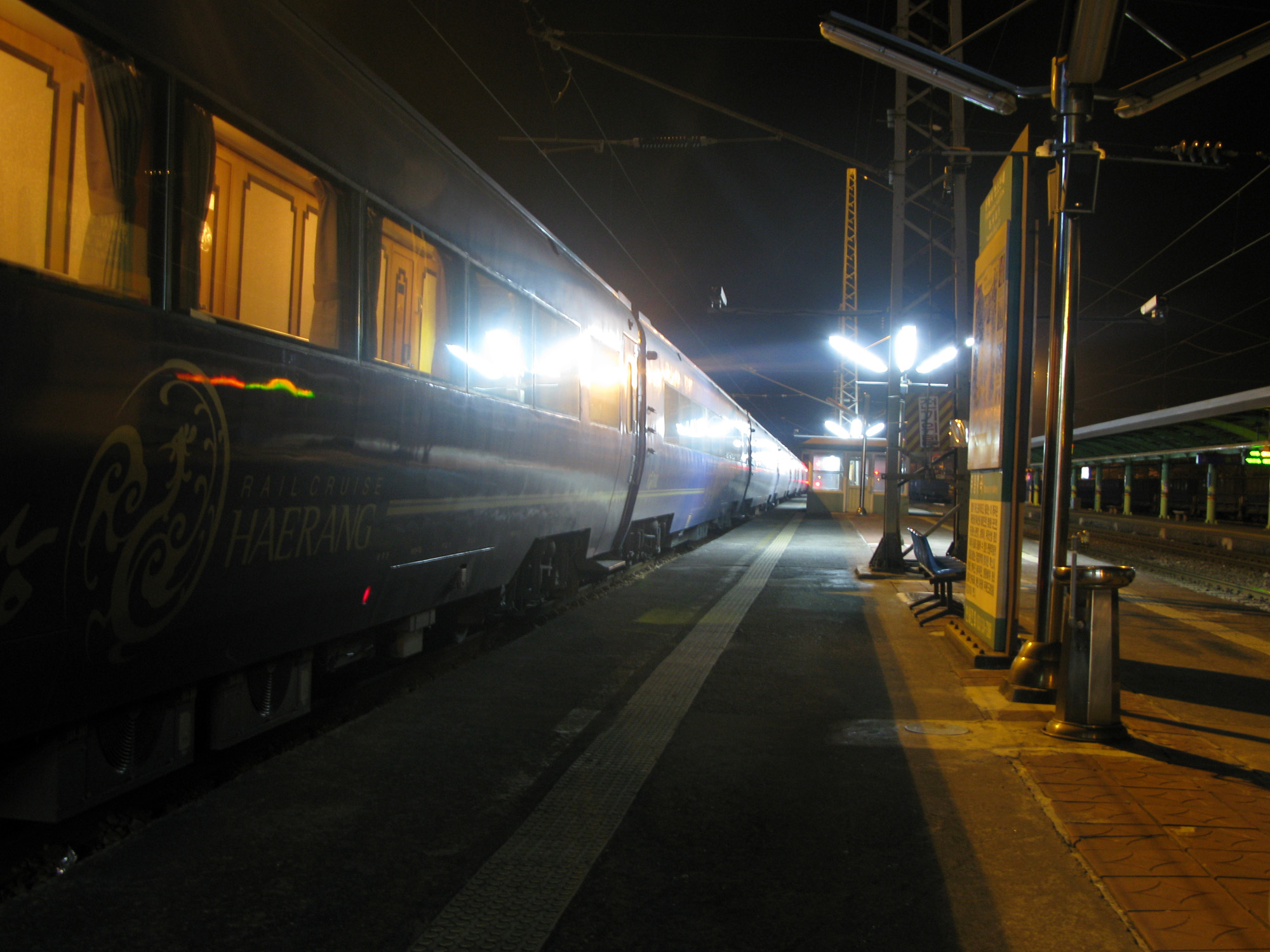
東海駅に停車中のヘラン